# (6558) Norizuki
(6558) Norizuki es un asteroide perteneciente al cinturón de asteroides, región del sistema solar que se encuentra entre las órbitas de Marte y Júpiter.
Fue descubierto el 14 de abril de 1991 por Kin Endate y Kazuro Watanabe desde el observatorio de Kitami.

## Designación y nombre
Designado provisionalmente como 1991 GZ, fue nombrado en memoria de Sojiro Norizuki (1912-1995), fundador de Norizuki Technical Works. Bajo la dirección de H. Tanaka, construyó la primera antena parabólica para observaciones solares en Japón en 1949. Más tarde se dedicó a la construcción del interferómetro en el Observatorio de Radio Solar de Nobeyama y para otros radiotelescopios. Después de 1972 extendió su trabajo a los telescopios infrarrojos y ópticos.

## Características orbitales
Norizuki está situado a una distancia media del Sol de 2,264 ua, pudiendo alejarse hasta 2,405 ua y acercarse hasta 2,122 ua. Su excentricidad es 0,063 y la inclinación orbital 3,982 grados. Emplea 1244,00 días en completar una órbita alrededor del Sol.

## Características físicas
La magnitud absoluta de Norizuki es 14,36.